# Wushi (langue)
Pour les articles homonymes, voir Wushi.
Le wushi (ou babessi, cho’ wushike, pesii, sii, vesi) est une langue des Grassfields du groupe Ring parlée dans le Nord-Ouest du Cameroun, dans le département du Ngo-Ketunjia, dans l'arrondissement de Babessi, à l'est de Ndop, dans le village de Babessi proprement dit.
En 2008 on comptait environ 25 000 locuteurs.